# Digital Equipment Corporation Rainbow 100
Digital Equipment Corporation RAINBOW 100 (RAINBOW 100) је професионални рачунар, производ фирме Digital Equipment Corporation који је почео да се израђује у САД током 1984. године.
Користио је Intel 8088 + Zilog Z80 A као централни микропроцесор а RAM меморија рачунара RAINBOW 100 је имала капацитет од 64 KB (до 896 KB). 
Као оперативни систем кориштен је MS DOS + CP/M + CP/M 86 + Prologue.

## Детаљни подаци
Детаљнији подаци о рачунару RAINBOW 100 су дати у табели испод.
|                       |                                                                                                |
| [ 1 ]                 |                                                                                                |
| Произвођач            |                                                                                                |
| Тип                   | професионални рачунар                                                                          |
| Меморија              | 64 (до 896 )                                                                                   |
| Поријекло             | Сједињене Америчке Државе                                                                      |
| Година                | 1984                                                                                           |
| Тастатура             | тастатура са пуним помаком тастера са функцијским тастерима, едит падом и нумеричка тастатура. |
| Процесор              | 8088 +                                                                                         |
| Фреквенција процесора | 4,81 (8088) / 4 (Z80)                                                                          |
| RAM                   | 64 (до 896 )                                                                                   |
| ROM                   | 24                                                                                             |
| Текст                 | 40 x 24 / 80 x 24 / 132 x 24                                                                   |
| Графика               | 320 x 200 / 640 x 200 / 800 x 240                                                              |
| Боја                  | 16 између 4096 (опционо)                                                                       |
| Звук                  | мали звучник                                                                                   |
| Димензије             | 48,3 (ширина) x 36,3 (дубина) x 16,5 (висина) (системска јединица)                             |
| Портови               |                                                                                                |
| Оперативни систем     |                                                                                                |